# 盖层纪
盖层纪（Calymmian，符号MP1）是地质时代中的一个纪，开始于同位素年龄1600±0百万年(Ma)，结束于1400±0Ma。盖层纪期间蓝藻、绿藻发育，出现大型宏观藻类。盖层纪属于前寒武纪元古宙中元古代；盖层纪的上一纪为固结纪，下一纪为延展纪。